# جزيرة بابيلوكان
جزيرة بابيلوكان وهي جزيرة من جزر إندونيسيا، تتبع بولاو سيريبو في إقليم جاكارتا.